# 东洋女子短期大学
东洋女子短期大学（日语：／ Toyo Joshi Tanki Daigaku *）是过去一所位于日本千叶县流山市的私立短期大学。

## 概要

### 简介
- 学校最早可以追溯到1917年[1]。短期大学为于1950年开办[1]、由学校法人东洋学园经营。招生到2004年、停办于2007年[2]。

### 历史
- 1950年 东洋女子短期大学成立并同时设置英语科于东京都文京区[3]。
- 1967年 流山校园成立。
- 1973年 英语科改名为英文科、英文专攻成立于专科[4]。
- 1978年 英文科再次改名为英语英文科[注 4]。
- 1982年 欧美文化学科成立欧美文化学科[注 5]。
- 2004年 招生最后、次年停止招生（正式停办于2007年3月22日[2]）。

## 学校环境
- 流山校园：在了千叶县流山市[注 1]
- 文京校区：在了东京都文京区本乡1-26-3[注 2]

## 组织

### 学科
- 英语沟通学科[注 3]

### 前学科
| - 英语英文科 - 欧美文化学科 |

### 专科
| - 英文专攻 |

### 业余课程
| - 没有 |

## 知名校友
- 田中美佐子：女演员

## 相关链接
- 日本短期大学列表